# Új-Zéland a 2006. évi téli olimpiai játékokon
Új-Zéland az olaszországi Torinóban megrendezett 2006. évi téli olimpiai játékok egyik részt vevő nemzete volt. Az országot az olimpián 5 sportágban 18 sportoló képviselte, akik érmet nem szereztek.

## Alpesisí
Férfi
| Versenyző   | Versenyszám | 1. futam | 1. futam | 2. futam | 2. futam | Összesítés | Összesítés |
| Versenyző   | Versenyszám | Idő      | Hely.    | Idő      | Hely.    | Idő        | Helyezés   |
| ----------- | ----------- | -------- | -------- | -------- | -------- | ---------- | ---------- |
| Mickey Ross | Műlesiklás  | 1:03,30  | 49.      | 54,50    | 28.      | 1:57,80    | 31.        |

Női
| Versenyző       | Versenyszám      | 1. futam      | 1. futam      | 2. futam | 2. futam | Összesítés | Összesítés |
| Versenyző       | Versenyszám      | Idő           | Hely.         | Idő      | Hely.    | Idő        | Helyezés   |
| --------------- | ---------------- | ------------- | ------------- | -------- | -------- | ---------- | ---------- |
| Nicola Campbell | Műlesiklás       | 45,90         | 35.*          | 50,92    | 36.      | 1:36,82    | 35.        |
| Nicola Campbell | Óriás-műlesiklás | nem ért célba | nem ért célba | kiesett  | kiesett  | kiesett    | kiesett    |
| Erika Mcleod    | Műlesiklás       | 47,96         | 44.           | 52,61    | 40.      | 1:40,57    | 40.        |
| Erika Mcleod    | Óriás-műlesiklás | nem ért célba | nem ért célba | kiesett  | kiesett  | kiesett    | kiesett    |

* - egy másik versenyzővel azonos eredményt ért el

## Bob
Férfi
| Versenyző                                            | Versenyszám | 1. futam   | 1. futam   | 2. futam | 2. futam | 3. futam | 3. futam | 4. futam | 4. futam | Összesítés | Összesítés |
| Versenyző                                            | Versenyszám | Idő        | Hely.      | Idő      | Hely.    | Idő      | Hely.    | Idő      | Hely.    | Idő        | Helyezés   |
| ---------------------------------------------------- | ----------- | ---------- | ---------- | -------- | -------- | -------- | -------- | -------- | -------- | ---------- | ---------- |
| Mathew Dallow Alan Henderson                         | Kettes      | 56,61      | 21.        | 56,79    | 23.      | 57,46    | 23.      | kiesett  | kiesett  | 2:50,86    | 23.        |
| Mathew Dallow Alan Henderson Aaron Orangi Angus Ross | Négyes      | nem indult | nem indult | kiesett  | kiesett  | kiesett  | kiesett  | kiesett  | kiesett  | kiesett    | kiesett    |

## Curling

### Férfi
- Sean Becker
- Hans Frauenlob
- Dan Mustapic
- Lorne Depape
- Warren Dobson

#### Eredmények
Csoportkör
| Nemzet           | Szkip                  | Gy | V | P+ | P- | Gy end | V end | D end | Saját rabolt endek | Lökés % |
| ---------------- | ---------------------- | -- | - | -- | -- | ------ | ----- | ----- | ------------------ | ------- |
| Finnország       | Markku Uusipaavalniemi | 7  | 2 | 53 | 40 | 32     | 31    | 23    | 9                  | 78%     |
| Kanada           | Brad Gushue            | 6  | 3 | 66 | 46 | 47     | 31    | 9     | 23                 | 80%     |
| Egyesült Államok | Pete Fenson            | 6  | 3 | 66 | 47 | 36     | 33    | 16    | 13                 | 80%     |
| Nagy-Britannia   | David Murdoch          | 6  | 3 | 59 | 49 | 36     | 31    | 17    | 12                 | 81%     |
| Norvégia         | Pål Trulsen            | 5  | 4 | 57 | 47 | 33     | 32    | 17    | 9                  | 78%     |
| Svájc            | Ralph Stöckli          | 5  | 4 | 56 | 45 | 31     | 34    | 18    | 10                 | 76%     |
| Olaszország      | Joël Retornaz          | 4  | 5 | 47 | 66 | 37     | 38    | 10    | 7                  | 70%     |
| Németország      | Andy Kapp              | 3  | 6 | 53 | 55 | 34     | 34    | 17    | 12                 | 77%     |
| Svédország       | Peja Lindholm          | 3  | 6 | 45 | 68 | 31     | 40    | 12    | 4                  | 78%     |
| Új-Zéland        | Sean Becker            | 0  | 9 | 37 | 76 | 28     | 41    | 12    | 6                  | 69%     |

- február 13., 09:00

| Csapat             | Csapat                | 1 | 2 | 3 | 4 | 5 | 6 | 7 | 8 | 9 | 10 | VE |
|                    | Új-Zéland (Becker)    | 0 | 0 | 0 | 1 | 0 | 1 | 0 | 1 | 0 | 0  | 3  |
| 1. end utolsó köve | Svédország (Lindholm) | 0 | 0 | 1 | 0 | 3 | 0 | 1 | 0 | 1 | 0  | 6  |

- február 13., 19:00

| Csapat             | Csapat                   | 1 | 2 | 3 | 4 | 5 | 6 | 7 | 8 | 9 | 10 | VE |
| 1. end utolsó köve | Nagy-Britannia (Murdoch) | 0 | 1 | 4 | 0 | 0 | 0 | 3 | 0 | 2 | X  | 4  |
|                    | Új-Zéland (Becker)       | 1 | 0 | 0 | 0 | 2 | 1 | 0 | 1 | 0 | X  | 5  |

- február 14., 14:00

| Csapat             | Csapat                    | 1 | 2 | 3 | 4 | 5 | 6 | 7 | 8 | 9 | 10 | VE |
|                    | Egyesült Államok (Fenson) | 0 | 2 | 2 | 0 | 2 | 1 | 0 | 3 | X | X  | 10 |
| 1. end utolsó köve | Új-Zéland (Becker)        | 2 | 0 | 0 | 0 | 0 | 0 | 2 | 0 | X | X  | 4  |

- február 15., 09:00

| Csapat             | Csapat                       | 1 | 2 | 3 | 4 | 5 | 6 | 7 | 8 | 9 | 10 | VE |
| 1. end utolsó köve | Finnország (Uusipaavalniemi) | 0 | 0 | 2 | 0 | 0 | 0 | 2 | 0 | 0 | 2  | 6  |
|                    | Új-Zéland (Becker)           | 0 | 2 | 0 | 0 | 1 | 1 | 0 | 1 | 0 | 0  | 5  |

- február 16., 14:00

| Csapat             | Csapat             | 1 | 2 | 3 | 4 | 5 | 6 | 7 | 8 | 9 | 10 | VE |
| 1. end utolsó köve | Svájc (Stöckli)    | 2 | 0 | 0 | 0 | 2 | 0 | 1 | 3 | 0 | 1  | 9  |
|                    | Új-Zéland (Becker) | 0 | 2 | 0 | 1 | 0 | 2 | 0 | 0 | 2 | 0  | 7  |

- február 17., 19:00

| Csapat             | Csapat                 | 1 | 2 | 3 | 4 | 5 | 6 | 7 | 8 | 9 | 10 | 11 | VE |
|                    | Új-Zéland (Becker)     | 0 | 1 | 0 | 1 | 0 | 0 | 1 | 0 | 1 | 1  | 0  | 5  |
| 1. end utolsó köve | Olaszország (Retornaz) | 0 | 0 | 2 | 0 | 2 | 0 | 0 | 1 | 0 | 0  | 1  | 6  |

- február 19., 09:00

| Csapat             | Csapat             | 1 | 2 | 3 | 4 | 5 | 6 | 7 | 8 | 9 | 10 | VE |
|                    | Norvégia (Trulsen) | 0 | 2 | 0 | 0 | 3 | 0 | 1 | 0 | 2 | 1  | 9  |
| 1. end utolsó köve | Új-Zéland (Becker) | 1 | 0 | 1 | 0 | 0 | 2 | 0 | 2 | 0 | 0  | 6  |

- február 19., 19:00

| Csapat             | Csapat             | 1 | 2 | 3 | 4 | 5 | 6 | 7 | 8 | 9 | 10 | VE |
| 1. end utolsó köve | Új-Zéland (Becker) | 0 | 0 | 0 | 0 | 1 | 0 | 0 | X | X | X  | 1  |
|                    | Kanada (Gushue)    | 1 | 1 | 0 | 1 | 0 | 3 | 3 | X | X | X  | 9  |

- február 20., 14:00

| Csapat             | Csapat             | 1 | 2 | 3 | 4 | 5 | 6 | 7 | 8 | 9 | 10 | VE |
|                    | Új-Zéland (Becker) | 0 | 1 | 0 | 0 | 0 | 0 | X | X | X | X  | 1  |
| 1. end utolsó köve | Németország (Kapp) | 2 | 0 | 3 | 2 | 2 | 1 | X | X | X | X  | 10 |

| Csapat    | Helyezés |
| --------- | -------- |
| Új-Zéland | 10.      |

## Snowboard
Halfpipe
| Versenyző      | Versenyszám | 1. selejtező | 1. selejtező | 2. selejtező | 2. selejtező | Döntő      | Döntő      | Döntő   | Helyezés |
| Versenyző      | Versenyszám | Pont         | Hely.        | Pont         | Hely.        | 1. forduló | 2. forduló | Hely.   | Helyezés |
| -------------- | ----------- | ------------ | ------------ | ------------ | ------------ | ---------- | ---------- | ------- | -------- |
| Mitchell Brown | Férfi       | 16,3         | 33.          | 28,3         | 19.          | kiesett    | kiesett    | kiesett | 25.      |
| Juliane Bray   | Női         | 17,1         | 23.          | 32,2         | 10.          | kiesett    | kiesett    | kiesett | 16.      |
| Kendall Brown  | Női         | 22,9         | 18.          | 22,4         | 18.          | kiesett    | kiesett    | kiesett | 24.      |

Snowboard cross
| Versenyző    | Versenyszám | Selejtező | Selejtező | Nyolcaddöntő | Negyeddöntő | Elődöntő | Döntő    | Helyezés |
| Versenyző    | Versenyszám | Idő       | Hely.     | Helyezés     | Helyezés    | Helyezés | Helyezés | Helyezés |
| ------------ | ----------- | --------- | --------- | ------------ | ----------- | -------- | -------- | -------- |
| Juliane Bray | Női         | 1:34,45   | 20.       |              | kiesett     | kiesett  | kiesett  | 20.      |

## Szkeleton
| Versenyző       | Versenyszám | 1. futam | 1. futam | 2. futam | 2. futam | Összesítés | Összesítés |
| Versenyző       | Versenyszám | Idő      | Hely.    | Idő      | Hely.    | Idő        | Helyezés   |
| --------------- | ----------- | -------- | -------- | -------- | -------- | ---------- | ---------- |
| Ben Sandford    | Férfi       | 59,16    | 11.      | 58,60    | 5.*      | 1:57,76    | 10.        |
| Louise Corcoran | Női         | 1:01,06  | 9.       | 1:02,03  | 12.      | 2:03,09    | 12.        |

* - egy másik versenyzővel azonos eredményt ért el